# Авдонин, Николай Сергеевич
Никола́й Серге́евич Авдо́нин (11 января 1904, Тамбовская губерния — 12 февраля 1979, Москва) — советский учёный-агрохимик, академик ВАСХНИЛ (с 1966).

## Биография
1930 — окончил Воронежский сельскохозяйственный институт.
1933—1936 — заведующий лабораторией агрохимии в Институте сырья спиртовой промышленности.
1939—1945 — работал в Институте зернового хозяйства центральных районов нечернозёмной полосы ВАСХНИЛ и одновременно был начальником Главного управления науки Наркомзема СССР.
1945—1949 — директор Института овощного хозяйства Министерства сельского хозяйства РСФСР.
1957—1959 — директор Всесоюзного института удобрений и агропочвоведения.
С 1949 года — заведующий кафедрой агрохимии Московского университета.

## Научная деятельность
В 1939 году он защитил докторскую диссертацию под руководством основателя агрохимической школы в России академика Д. Н. Прянишникова.
Основные научные работы посвящены проблемам повышения плодородия почв и урожайности сельскохозяйственных культур в нечернозёмной полосе. Разрабатывал теоретические основы питания растений, многое сделал для изучения и обоснования применения гранулированных удобрений. Изучал зимостойкость озимых культур и клевера в нечернозёмной полосе, предложил систему мероприятий по обеспечению устойчивости этих культур и повышению урожайности на кислых дерново-подзолистых почвах. Исследовал влияние свойств почв и удобрений на биологические особенности растений. Автор учебника «Агрохимия» (1978). Опубликовал около 300 научных трудов, в том числе 33 книги и брошюры, из них 10 монографий.

### Научные труды и статьи
- Богатство чернозёмных почв и их плодородие. — М.: Сельхозгиз, 1935. — 111 с.
- Подкормка растений — 1944, 1954.
- Применение гранулированного суперфосфата. — М.: Сельхозгиз, 1950. — 118 с.
- Гранулированные удобрения —1952.
- Вопросы земледелия на кислых почвах. — М.: Сельхозгиз, 1957. — 288 с.
- Свойства почвы и урожай: Влияние свойств почвы и удобрений на стойкость и урожайность растений. — М.: Колос, 1965. — 271 с.
- Повышение плодородия кислых почв. — 2-е изд., испр. и доп. — М.: Колос, 1969. — 304 с.
- Научные основы применения удобрений. — М.: Колос, 1972. — 320 с.
- Почвы, удобрения и качество растениеводческой продукции. — М.: Колос, 1979. — 302 с. — (Науч. тр. ВАСХНИЛ).
- Агрохимия: Учеб. пособие. — М.: Изд-во МГУ, 1982. — 344 с.

## Награды и звания
- Заслуженный деятель науки РСФСР (1965).
- Орден Трудового Красного Знамени (1971).
- Орден «Знак Почёта» (1945).
- 4 медали СССР.
- Большая золотая медаль ВСХВ (03.12.1955) — за организацию и выполнение больших работ по Генеральному плану выставки и руководство по строительству, организации и эксплуатации Всесоюзной сельскохозяйственной выставки и активное участие в организации сельскохозяйственного производства.
- Премия имени М. В. Ломоносова Московского университета (1953).
- Премия имени Д. Н. Прянишникова АН СССР (1961).
- Золотая медаль К. К. Гейдроца ВАСХНИЛ (1974).